# Christoph G. Grimmer
Christoph Gerrit Grimmer (* 27. September 1985 in Crailsheim) ist ein deutscher Kommunalpolitiker und seit 1. Februar 2018 Oberbürgermeister der Großen Kreisstadt Crailsheim. Vor seinem Wechsel in die Politik war er als Wissenschaftler, Sachbuchautor, Dozent und Journalist tätig.

## Leben
Grimmer besuchte in Crailsheim die Leonhard-Sachs-Schule und das Albert-Schweitzer-Gymnasium, wo er das Abitur ablegte. Er studierte von 2005 bis 2009 in Hamburg Sportwissenschaft in der Studienrichtung Medien und Journalistik. Während dieser Zeit absolvierte er Praktika u. a. bei Sky Deutschland, Sport1, NDR Fernsehen, Kicker-Sportmagazin, Sport Bild und dem Hamburger Abendblatt. Von 2007 bis 2013 arbeitete er als Freier Mitarbeiter für die Deutsche Presse-Agentur. An der Universität Hamburg promovierte er 2013 mit einer Studie zum Arbeitsverhältnis von Pressesprechern in der Fußball-Bundesliga und Journalisten. Von 2007 bis 2009 wurde er als Stipendiat durch die Friedrich-Naumann-Stiftung für die Freiheit, von 2010 bis 2012 durch die Hamburger Landesgraduiertenförderung gefördert.
Parallel zu seinem Promotionsstudium war Grimmer vom Wintersemester 2010 an für drei Semester als selbständiger Lehrbeauftragter für die Hochschule Macromedia in Hamburg tätig, im September 2012 wurde er Wissenschaftlicher Mitarbeiter im Studiengang Journalismus. Im März 2013 wechselte Grimmer an die Eberhard Karls Universität Tübingen und war als Dozent, Autor und Herausgeber im Bereich Sportkommunikation tätig. Parallel war er als Gastdozent im Studiengang Sportmanagement an der Hochschule in Molde (Norwegen) sowie in den Jahren 2015 und 2016 beratend für den VfL Wolfsburg aktiv. Grimmer hielt Vorträge in mehreren Ländern und veröffentlichte rund 50 Buchkapitel, Journal-Beiträge und Bücher. Medien wie z. B. Deutschlandfunk, Die Zeit, Focus, WDR 3 oder Südwest Presse ziehen Grimmer mit seiner Einschätzung bei Berichten zum Thema Sportkommunikation als Experten zu Rate.
Im Oktober 2016 wechselte Grimmer in die politische Kommunikation und wurde stellvertretender Pressesprecher der FDP-Fraktion in der Hamburgischen Bürgerschaft und persönlicher Referent der damaligen Fraktionsvorsitzenden und heutigen Bundestagsabgeordneten Katja Suding. Im November 2017 setzte er sich bei der Wahl zum Oberbürgermeister in Crailsheim bereits im ersten Wahlgang mit 56,9 Prozent der Stimmen gegen elf Mitbewerber durch. Er ist Aufsichtsratsvorsitzender der Stadtwerke Crailsheim sowie der Fränkische Wasser Service GmbH und stellvertretender Vorsitzender im Aufsichtsrat der Stadtwerke Neuffen AG sowie der Landkreis Schwäbisch Hall Klinikum gGmbH. Zudem ist er Mitglied im Verwaltungsrat des Landesmedienzentrum Baden-Württemberg sowie der Sparkasse Schwäbisch Hall-Crailsheim und Trägerabgeordneter in der Verbandsversammlung des Sparkassenverband Baden-Württemberg. Bei den Kommunalwahlen 2019 und 2024 wurde er jeweils als mit großem Abstand stimmenreichster Kandidat in den Kreistag Schwäbisch Hall gewählt.

## Privates
Grimmer lebt in Crailsheim und hat eine Tochter.
Seit Oktober 2020 gehört er zum Kader der deutschen Fußballnationalmannschaft der Bürgermeister (DFNB). Sein erstes Spiel bestritt Grimmer im August 2021 zugunsten der Opfer des Hochwasser in West- und Mitteleuropa 2021 bei einem Benefizturnier im Trierer Moselstadion gegen ehemalige Bundesligaprofis. Sein erstes Länderspiel absolvierte er am 2. April 2022 gegen Polen (3:3).

## Schriften (Auswahl)

### Monographien und Sammelbände
- Sportkommunikation in digitalen Medien – Vielfalt, Inszenierung, Professionalisierung. Springer VS Wiesbaden 2019, ISBN 978-3-658-22843-9. (eingeschränkte Vorschau)
- Kooperation oder Kontrolle? Eine empirische Untersuchung zum Spannungsverhältnis von Pressesprechern in der Fußball-Bundesliga und Journalisten. In: Sportkommunikation. Band 11, Herbert von Halem Verlag, Köln 2014, ISBN 978-3-86962-103-6. (eingeschränkte Vorschau)
- Der Einsatz Sozialer Medien im Sport – Gestaltung, Vermarktung, Monetarisierung. Springer VS, Wiesbaden 2017, ISBN 978-3-658-13587-4. (eingeschränkte Vorschau)
- Sportjournalismus im internationalen Vergleich. Eine empirische Studie zur Fußball-EM 2008. Norderstedt 2009, ISBN 978-3-8391-2582-3. (eingeschränkte Vorschau)

### Aufsätze
- mit Thomas Horky, Marianna Baranovskaa, Honorata Jakubowska und Barbara Stelzner: Television Sport Journalism at the UEFA Euro 2016 Championships: A Comparison of Live Commentary From Four Countries. In: International Journal of Sport Communication. 0(0) 2019. doi:10.1123/ijsc.2018-0138.
- mit Cora Theobalt und Thomas Horky: Soziale Persönlichkeiten im Sport. In: Christoph G. Grimmer (Hrsg.): Sportkommunikation in digitalen Medien. Springer VS, Wiesbaden 2019, ISBN 978-3-658-22843-9, S. 79–119.
- mit Verena Burk: Sportkommunikation bei Instagram, Snapchat, YouTube und Blogs. In: Thomas Horky, Hans-Jörg Stiehler, Thomas Schierl (Hrsg.): Die Digitalisierung des Sports in den Medien. Herbert von Halem Verlag, Köln 2018, ISBN 978-3-86962-246-0, S. 68–92.
- mit Thomas Horky: Sportkommunikation bei Facebook und Twitter. In: Thomas Horky, Hans-Jörg Stiehler, Thomas Schierl (Hrsg.): Die Digitalisierung des Sports in den Medien. Herbert von Halem Verlag, Köln 2018, ISBN 978-3-86962-246-0, S. 42–67.
- mit Verena Burk: Die Fußball-WM 2014 im Fokus der Sozialen Medien – Information, Partizipation, Interaktion. In: Holger Ihle, Michael Meyen, Jürgen Mittag, Jörg-Uwe Nieland (Hrsg.): Globales Mega-Event und nationaler Konfliktherd. Die Fußball-WM 2014 in Medien und Politik, Springer VS, Wiesbaden 2017, ISBN 978-3-658-16196-5, S. 83–105.
- Pressure on Printed Press. How soccer clubs determine journalism in the German Bundesliga. In: Digital Journalism. 5(5), Mai 2017, S. 607–635. doi:10.1080/21670811.2016.1263160.
- mit Daniel Nölleke und Thomas Horky: News Sources and Follow-Up Communication – Facets of Complementarity between Sports Journalism and Social Media. In: Journalism Practice. 11(4) 2017, S. 509–526. doi:10.1080/17512786.2015.1125761.
- mit Verena Burk: I apologize to Giorgio Chiellini and the entire football family – Zur Rolle Sozialer Medien in der Krisenkommunikation bei der Fußball-WM 2014 in Brasilien. In: Sport und Gesellschaft. 13(1), Oktober 2016, S. 5–39. doi:10.1515/sug-2016-0002.
- mit Verena Burk und Tim Pawlowski: „Same, Same – but Different!“ On Consumers’ Use of Corporate PR Media in Sports. In: Journal of Sport Management. 30(4), Juli 2016, 353–368. doi:10.1123/jsm.2015-0180.
- Social Media bei den Olympischen Winterspielen 2014 – Empirische Ergebnisse zur Twitter-Nutzung durch deutsche Sportjournalisten. In: Andreas Hebbel-Seeger, Thomas Horky, Hans-Jürgen Schulke (Hrsg.): 15. Internationales Hamburger Symposium Sport, Ökonomie und Medien: Sport als Bühne. Mediatisierung von Sport und Sportgroßveranstaltungen. Meyer & Meyer, Aachen 2016, ISBN 978-3-89899-929-8, S. 198–223. (eingeschränkte Vorschau)
- mit Thomas Horky und Cora Theobalt: Multiple Persönlichkeiten im Social Web. In: Politik & Kommunikation. 9. Mai 2016.
- mit Thomas Horky und Sabine Winkler: Fußball satt! Aber was läuft da eigentlich? Eine Analyse zu Fußballübertragungen im Fernsehen. In: Fachjournalist. 11. Februar 2016.
- Markenkommunikation professioneller Fußballclubs und die Einbindung regionaler Spezifika in deren Markenbildung. In: Andreas Hebbel-Seeger, Thomas Horky, Hans-Jürgen Schulke (Hrsg.): 14. Internationales Hamburger Symposium Sport, Ökonomie und Medien: Sport und Stadtmarketing. Hamburg 2015, ISBN 978-3-7392-5930-7, S. 160–188. (eingeschränkte Vorschau)
- Athlete marketing and the role of social media. In: The Scorecard. 1. August 2014.
- Medienarbeit in der Fußball-Bundesliga – Traumjob oder Himmelfahrtskommando?. In: pressesprecher. (6), 19. September 2014, S. 52–53.
- mit Thomas Horky: The FIFA World Cup 2010 in the German Media: Presentation and Construction of a Large Sports Event. In: Tendai Chari, Nhamo A. Mhiripiri (Hrsg.): African Football, Identity Politics and Global Media Narratives. The Legacy of the FIFA 2010 World Cup. Palgrave Macmillan Basingstoke 2014, ISBN 978-1-137-39222-0, S. 207–230 (eingeschränkte Vorschau)
- mit Philipp Hasenbein: König Fußball – und was für die anderen Sportarten bleibt. Vermarktungsmöglichkeiten und Faktoren für eine erfolgreiche Rechteverwertung. In: Andreas Hebbel-Seeger, Thomas Horky (Hrsg.): 12. Internationales Hamburger Symposium Sport, Ökonomie und Medien: Crossmediale Kommunikation und Verwertung von Sportveranstaltungen, Meyer & Meyer Aachen 2013, ISBN 978-3-89899-790-4, S. 73–90 (eingeschränkte Vorschau)
- mit Edward M. Kian: Reflections of German Football Journalists on Their Relationships With Bundesliga Club Public Relations Practitioners. In: International Journal of Sport Communication. 6(4), Dezember 2013, S. 446–463. doi:10.1123/ijsc.6.4.446.
- Warum wachsen uns Sportler so ans Herz? Gemeinsam feiern, gemeinsam trauern – Wissenschaftliche Erklärungen für die nationale Anteilnahme am Tod von Robert Enke. In: Fachjournalist. 10 (2), 2010, S. 11–15.
- Das Medienbild von Jürgen Klinsmann. Eine qualitative Studie zur Berichterstattung in deutschen Printmedien. In: Thomas Horky (Hrsg.): Die Fußball-Weltmeisterschaft 2006 – Analysen zum Mediensport. Norderstedt 2007, ISBN 978-3-8334-9348-5, S. 189–208.